# Среднеднепровская ГЭС
Среднеднепровская ГЭС (укр. Середньодніпровська ГЕС) — четвёртая ступень каскада гидроэлектростанций на реке Днепр в городе Каменское, Украина, входящая в состав «Укргидроэнерго». До 5 июля 2016 года имела название Днепродзержинская ГЭС.

## Общие сведения
Строительство начато в 1956 году, в эксплуатации с 1963 (введён первый из 8 гидроагрегатов). Сооружение электростанции вело предприятие «Днепрострой».
В состав сооружений гидроузла входят:
! судоходный однокамерный шлюз на правобережной пойме Днепра;
- здание ГЭС с восемью агрегатами по 44 МВт каждый, после реконструкции мощность шести гидроагрегатов по 50 МВт, два в реконструкции.
- бетонная водосливная плотина длиной 191,5 м с десятью водосливами;
- русловая левобережная земляная плотины и дамба обвалования долины реки Орель (левый берег Днепра);
- Распределительное устройство напряжением 154 кВ.

Суммарная установленная мощность станции на начало эксплуатации — 352 МВт, мощность на 1 января 2021 года — 388 МВт. Среднегодовая выработка — 1250 млн кВт·ч при напоре 10,5 метра. Здание станции без машинного зала, состоит из восьми агрегатных секций, над каждым агрегатом установлена съёмная крышка. Турбины поворотно-лопастного типа мощностью 50 МВт производства «Турбоатом» (Харьков). Генераторы зонтичного типа мощностью по 50 МВт с напряжением 10,5 кВ производства ДП «Завод Електроважмаш» (Харьков). Выдача электроэнергии осуществляется с четырёх укрупнённых блоков, каждый из которых состоит из двух генераторов и трансформатора. Длина напорного фронта плотины 36,5 км, максимальный напор 15,5 м, пропускная способность — 22200 м3/с. Плотина станции образует крупное Каменское водохранилище.

## История эксплуатации
C 1996 года проводится комплексная реконструкция ГЭС Днепровского каскада, с реконструкцией и заменой гидросилового, электротехнического, а также вспомогательного, механического и сантехнического оборудования ГЭС. В 1997—2000 годах проведена первая очередь реконструкции, а с 2006 начата вторая.
В первую очередь реконструкции и в период промежуточного этапа было реконструировано 2 гидроагрегата и частично электротехническое и вспомогательное оборудование (модернизация распределительного устройства оборудованием фирм Gec Alsthom, Alfa, Haefely Trench, введены в работу 8 регуляторов скорости гидротурбин Alstom, введены 4 новые системы тиристорного возбуждения гидрогенераторов и 4 генераторных выключателя фирмы ABB).
Во вторую очередь реконструируются 6 гидроагрегатов и оставшееся устаревшее оборудование.Смонтирована и введена в эксплуатацию автоматизированная система контроля за безопасностью гидротехнических сооружений. Начата реконструкция масло-насосных установок для надежного управления гидроагрегатами через систему автоматического регулирования частоты и мощности.
5 июля 2016 года в рамках декоммунизации Днепродзержинская ГЭС была переименована в Среднеднепровскую. Ранее в том же году город Днепродзержинск, давший изначальное название станции, был переименован в Каменское, а Днепродзержинское водохранилище, образовавшееся в результате постройки ГЭС — в Каменское.

## Интересные факты
В 1957 году при строительстве Днепродзержинской ГЭС на палеолитической стоянке Романково С. К. Накельским была найдена бедренная кость человека, синхронная ископаемой фауне и орудиям позднего мустье.